# Хеєра
Хеєра – індійське офшорне нафтогазове родовище, яке відноситься до нафтогазоносного басейну Мумбай.
Біля двох третин ресурсів нафти родовища пов’язані із карбонатами формації Бассеін, яка сформувалась в середньому еоцені. Менші резервуари знаходяться у карбонатах формації Мукта, що відноситься до нижнього олігоцену, та сланцевій формації Панна, яка виникла у палеоцені – еоцені (при цьому породи Панна одночасно є материнськими). Певні обсяги вільного газу виявили у формації  Бандра (середній міоцен).
Родовище виявили у 1977-му, а початок видобутку припав на 1984 рік. Оскільки глибина моря в районі родовища доволі незначна – біля 50 метрів, облаштування промислу було можливо виконати за допомогою стаціонарних споруд. На 1 січня 2010-го загальна кількість платформ родовища становила 19.
У 2010-х роках реалізували масштабний проект оновлення інфраструктури, під час якого в 2015-му встановили нову процесингову платформу HRD. Її надбудову з обладнанням (топсайд), вагою 8400 тон виготовили на в’єтнамській верфі у Вунгтау, після чого доправили до узбережжя Індії на напівзанурюваному судні для транспортування великовагових вантажів «Fjell» та змонтували на опорну основу (джекет) методом напливу.
З метою підтримки пластового тиску у 1990-му розпочали заводнення родовища. Наприкінці 2000-х у пласти щодобово нагнітали 146 тисяч барелів води, при цьому середній вміст води у продукції свердловин родовища становив 56%. 
Видачу продукції організували через нафтопровід Хеєра – Уран завдовжки 81 км з діаметром 750 мм та газопровід Хеєра – Уран. 
На 1 січня 2010-го з родовища отримали 55 млн тон нафти, при тому що поточний рівень видобутку становив 56 тисяч барелів на добу. Також продукують значні обсяги попутного газ, а у 2005-му почали розробку вільного газу формації Бандра, звідки за перші 10 років отримали 2,5 млрд м3, що оцінювалось у третину видобувних запасів.